# Wang Weiyi
Wang Weiyi (20 giugno 1995) è una pallavolista cinese.
Gioca nel ruolo di libero nello Shanghai Dong Hao Lansheng Nuzi Paiqiu Julebu.

## Carriera
La carriera di Wang Weiyi inizia nel settore giovanile dello Shanghai Sheng Paiqiu Dui, dove gioca dal 2007 al 2013. Nella stagione 2013-14 viene promossa in prima squadra e fa il suo esordio nella Volleyball League A cinese, mentre nella stagione seguente raggiunge le finali scudetto, venendo anche premiata come miglior libero del campionato; nell'estate del 2015 fa il suo esordio nella nazionale cinese in occasione del Montreux Volley Masters.

## Palmarès

### Premi individuali
- 2015 - Volleyball League A cinese: Miglior libero